# Cubanycteris
Cubanycteris é um gênero extinto de morcego que contém apenas uma espécie, C. silvai.
A espécie é conhecida de crânios e mandíbulas coletados na "Cueva GEDA" em Pinar del Río, Cuba. 
A espécie pertence à subfamília Stenodermatinae, subtribo Stenodermatina, que contém as espécies viventes com rostro curto e caixa craniana bem desenvolvida, como Pygoderma bilabiatum e Sphaeronycteris toxophyllum. O fóssil é uma peça-chave para entender a biogeografia da subtribo Stenodermatina, demonstrando que o grupo provavelmente se originou nas ilhas do Caribe com um subsequente dispersão no continente Americano. 
O nome da espécie é uma homenagem ao naturalista cubano Gilberto Silva Taboada (1927–2022), um dos principais estudiosos de morcegos do país. 